# Мансфилд (Огайо)
Ма́нсфилд (англ. Mansfield) — город в штате Огайо (США).

## География
Согласно переписи населения Соединённых Штатов, общая площадь города составляет 77,5 км². Территория города целиком занята сушей.

## Достопримечательности
Одну из достопримечательностей Мансфилда представляет собой Мэнсфилдская тюрьма. Она приобрела широкую известность благодаря фильму «Побег из Шоушенка», где её здание было снято в качестве тюрьмы Шоушенк.

## Города-побратимы
- Мансфилд, Великобритания